# 야룽강
야룽강(중국어: 雅礱江, 병음: Yǎlóng jiāng, 티베트어: nyag-chu)은 중화인민공화국을 흐르는 강의 하나로 진사강(장강 상류부)의 좌안의 지류이다. 장강의 지류 중에서도 가장 긴 것들 중 하나이다.
야룽강은 칭하이성 위수 티베트족 자치주 남부의 바옌커라 산맥의 남쪽 기슭을 출발해 쓰촨성으로 들어가 간쯔 티베트족 자치주의 사루리산맥과 다쉐산맥의 사이를 남쪽으로 흐른다. 사루리산맥의 서쪽에는 진사강이, 다쉐산맥의 동쪽에는 다두허가 나란히 흐르고 있다.
간쯔 자치주의 간쯔현, 신룽현, 야장현 등을 통과해 량산 이족 자치주로 들어간다. 주도 시창시의 서쪽에서 잠시 북쪽으로 돌아 흐르다 재차 남쪽으로 돌아 다쉐산맥을 넘어 판즈화시의 뤄궈에서 진사강에 합류한다.
본류의 전체 길이는 1,637km이고 쓰촨 성내의 전체 길이는 1,375km이다. 유역은 쓰촨성, 칭하이성, 윈난성의 3성 29현시에 걸치고 그 면적은 128,444 km2에 이른다.
발원지에서 합류점까지의 해발 차이는 4,420m이고 합류점까지의 평균 유량은 1,914m/s이다. 강의 수량이 풍부하고 낙차가 크기 때문에 야룽강 유역에서는 대형 댐이 연이어 세워져 중국의 수력 발전의 중심지의 하나가 되고 있다.
유역에는 티베트족, 창족, 한족 등 다수의 민족이 산다.